# Planopilumnidae
Famille
Les Planopilumnidae sont une famille de crabes. Elle comprend quatre espèces dans trois genres.

## Liste des genres
- Haemocinus Ng, 2003
- Planopilumnus Balss, 1933
- Platychelonion Crosnier & Guinot, 1969

## Référence
- Serène, 1984 : Crustacés Décapodes Brachyoures de l’Ocean Indien Occidental et de la Mer Rouge, Xanthoidea: Xanthidae et Trapeziidae. Avec un addendum par Crosnier : Carpiliidae et Menippidae. Faune Tropicale, vol. 24, p. 1–349.

## Sources
- Ng, Guinot & Davie, 2008 : Systema Brachyurorum: Part I. An annotated checklist of extant brachyuran crabs of the world. Raffles Bulletin of Zoology Supplement, n. 17 p. 1–286.